# Каратяки
Каратяки́ (рос. Каратяки, башк. Ҡаратәкә) — село у складі Кушнаренковського району Башкортостану, Росія. Входить до складу Старотукмаклинської сільської ради.
Населення — 370 осіб (2010; 364 у 2002).
Національний склад:
- башкири — 50 %
- татари — 49 %